# Kazimiera Wawro
Kazimiera Anna Wawro z domu Pękala (ur. 16 października 1926 w Andrychowie, zm. 3 października 2016 tamże) – polska polityk, posłanka na Sejm PRL, włókniarka.

## Życiorys
Córka Józefa i Anny. Pracowała jako brakarka i kontroler tkanin eksportowych w Andrychowskich Zakładach Przemysłu Bawełnianego. Działała w Organizacji Młodzieży Towarzystwa Uniwersytetu Robotniczego, a następnie w Polskiej Partii Socjalistycznej i od 1948 w Polskiej Zjednoczonej Partii Robotniczej. W 1967 została I sekretarzem oddziałowej organizacji partyjnej. Była także członkinią plenum Komitetu Wojewódzkiego partii w Krakowie. Następnie zasiadała w plenum Komitetu Powiatowego PZPR w Wadowicach oraz od 1971 w egzekutywie tegoż KP. W tym samym roku była delegatką na VI zjazd partii. Była posłanką na Sejm PRL VI kadencji (1972–1976). Reprezentowała okręg nr 40 (Wadowice). Zasiadała w sejmowej Komisji Przemysłu Lekkiego.